# Philippa Gregory
Philippa Gregory (9 de enero de 1954, Nairobi, Colonia y Protectorado de Kenia, actual Kenia) es una escritora inglesa de novela histórica que publica libros desde 1987. Una de sus obras más conocidas es La otra Bolena, publicada en 2001. En 2002 ganó el Romantic Novelists' Association Awards de la mano de la Romantic Novelists' Association. Esta novela también ha sido adaptada en dos películas.
La revista AudioFile se ha referido a Gregory como "la reina de la ficción histórica británica".

## Biografía

### Primeros años y carrera académica
Philippa Gregory nació el 9 de enero de 1954 en Nairobi, Colonia y Protectorado de Kenia. Es la segunda hija de Elaine (Wedd) y Arthur Percy Gregory, operador radiofónico y explorador de la Colonia y Protectorado de Kenia. Cuándo tenía dos años su familia se mudó a Brístol, Inglaterra.
Era una "rebelde" en la Colston's Girls' School, donde obtuvo un notable alto en Inglés y dos aprobados en Historia y en Geografía. Más tarde, fue a la Universidad de periodismo de Cardiff y estuvo un año como aprendiz en el Portsmouth News antes de conseguir plaza en el curso de Literatura inglesa de la Universidad de Sussex, donde se cambió a un curso de historia. Trabajó en la radio BBC durante dos años antes de ir la Universidad de Edimburgo, en la cual consiguió su doctorado en literatura del siglo XVIII. Gregory también trabajó como profesora en la Universidad de Durham, en la Universidad de Teesside y en The Open University, y fue nombrada miembro de la Universidad Kingston en 1994.[cita requerida]

### Vida privada
Gregory escribió su primera novela Wideacre mientras realizaba su doctorado en literatura del siglo XVIII. En ese momento vivía en una cabaña en Pennine Way con su primer marido Peter Chislett, editor del Hartlepool Mail, y con su hija pequeña Victoria. Sin embargo, se divorciaron antes de que se publicase el libro. 
Tras el éxito que tuvo Wideacre y la publicación de The Favoured Child, se mudó cerca de Midhurst, Sussex Occidental, donde se establece la historia de la trilogía Wideacre. Allí se casó con su segundo marido, Paul Carter, con quien tuvo a su segundo hijo. Se volvió a divorciar para casarse después con Anthony Mason, a quien había conocido por primera vez durante su estancia en Hartlepool.
Hoy en día vive en una granja de 100 acres en el parque nacional North York Moors junto con su marido, sus hijos y sus hijastros. Entre sus intereses están la equitación, andar, esquiar y la jardinería. 

### Escritura
Ha escrito novelas basadas en diferentes periodos históricos, aunque principalmente se ha centrado en el período Tudor y en el siglo XVI. El hecho de que leyese tantas novelas sobre el siglo XVII le llevó a escribir la trilogía Wideacre, que es una historia sobre el amor por la tierra y el incesto, iniciada con la novela homónima y a la que siguieron The Favoured Child y Meridon. A esta trilogía le siguieron otras novelas como The Wise Woman. A Respectable Trade una novela sobre la trata de esclavos en Inglaterra, ambientada en Brístol en el siglo XVIII, fue adaptada por Gregory en una miniserie dramática para la televisión BBC. El guion de Philippa fue nominado para un BAFTA, ganó un premio del Comité para la Igualdad Racial y la película se hizo conocida en todo el mundo.[cita requerida]
Escribió dos novelas sobre una familia de jardineros ambientadas en la Revolución inglesa: Placeres terrenales y Virgin Earth. Además también ha escrito ficción contemporánea: Perfectly  Correct, Mrs Hartley and the Growth Centre, The Little House y Zelda's Cut. Incluso ha escrito libros infantiles.[cita requerida]
Algunas de sus novelas han sido premiadas y se han adaptado en dramas de televisión. La novela más conocida es La otra Bolena, publicada en 2001 y adaptada para la televisión BBC en 2003 con Natascha McElhone, Jodhi May y Jared Harris. En el mismo año de su publicación, también ganó el premio a la Novela Romántica del Año. Esta novela generó secuelas tales como The Queen's Fool, The Virgin's Lover, La princesa fiel, La trampa dorada y The Other Queen. Miramax compró los derechos para adaptar La otra Bolena y realizó una película homónima en febrero de 2008. 
Gregory también ha publicado una serie de libros sobre la Casa de Plantagenet, sobre las casas de gobierno que precedieron a la Casa de Tudor y sobre la Guerra de las Dos Rosas. Su primera novela La reina blanca, publicada en 2009, se centra en la vida de Isabel Woodville, mujer de Eduardo IV. La reina roja, publicada en 2010, se basa en la vida de Margarita Beaufort, madre de Enrique VII y abuela de Enrique VIII. The Lady of the Rivers (2011), que cuenta la historia de Jacquetta de Luxemburgo, madre de Isabel Woodville. The Kingmaker’s Daughter, publicada en 2012, trata de Ana Neville, mujer de Ricardo III, y The White Princess (2013) se centra en la vida de Isabel de York, mujer de Enrique VII y madre de Enrique VIII. Su última obra, escrita en 2017, es The Last Tudor. La miniserie de televisión de la BBC One The White Queen, de 2013, es una adaptación de las novelas La reina blanca, La reina roja y The Kingmaker's Daughter.
En 2013, Helen Brown de The Telegraph escribió que "Gregory ha hecho una carrera impresionante al dar una vida apasionada e independiente a mujeres nobles de la historia cuyas personalidades han sido previamente aplanadas en los árboles genealógicos, recordadas solamente como moneda diplomática y yeguas de cría". Añade, "la ficción histórica de Gregory siempre ha sido entretenidamente especulativa (aquellas tentadas a burlarse deben tener en cuenta que ella nunca ha afirmado lo contrario) y viene con mucha licencia romántica".
En 2011, contribuyó con el cuento "Why Holly Berries are as Red as Roses" para una antología en apoyo de Woodland Trust, que es la organización benéfica para la conservación de bosques más grande del Reino Unido. La antología, Why Willows Weep, ha ayudado hasta ahora a Woodland Trust plantando aproximadamente 50.000 árboles.

### Controversia
Gregory ha dicho que su "compromiso con la exactitud histórica" es un sello distintivo de su escritura.  Esto es discutido por historiadores. El historiador David Starkey, que apareció junto a Gregory en un documental sobre Ana Bolena, describió su trabajo como "buen Mills & Boon", añadiendo que: "Realmente deberíamos dejar de tomar en serio a los novelistas históricos como historiadores. La idea de que tienen autoridad es ridícula". Susan Bordo criticó las afirmaciones de Gregory sobre su exactitud histórica como "auto engaño y autopromoción descarados", y señaló que no son tanto las imprecisiones en su trabajo como "la insistencia de Gregory en su meticulosa adhesión a la historia lo que más molesta a los eruditos".
En su novela La otra Bolena, su retrato de la segunda esposa de Enrique VIII, Ana Bolena, fue criticada. La novela describe a Ana como fría y despiadada, e insinúa en gran medida que las acusaciones de que cometió adulterio e incesto con su hermano eran ciertas, a pesar de que se aceptó ampliamente que era inocente de los cargos. El novelista Robin Maxwell se negó por principio a escribir una propaganda para este libro porque el personaje de Ana era descrito como "viciosa, insoportable".

### Medios de comunicación
Es colaboradora frecuente de revistas y periódicos, con cuentos, artículos y reseñas. También es presentadora frecuente y concursante habitual en Round Britain Quiz para la BBC Radio 4 y la experta en Tudor del  programa Time Team de Channel 4. El 29 de diciembre de 2008 ganó Celebrity Matermind en BBC1, tomando como tema principal a Isabel Woodville. 

### Trabajo de caridad
Gregory también dirige una pequeña organización benéfica que construye pozos en jardines escolares en Gambia. Gardens for The Gambia se creó en 1993 cuando Gregory estaba en Gambia, investigando para su novela A Respectable Trade.
Desde entonces, la organización ha excavado casi 200 pozos de baja tecnología, de bajo presupuesto y, por lo tanto, de fácil mantenimiento, que están en funcionamiento y suministran agua para regar los huertos escolares y comunitarios para proporcionar alimentos a los niños más pobres y cosechar un cultivo comercial para comprar equipo escolar, semillas y herramientas.
Además de los pozos, la organización benéfica ha puesto a prueba un exitoso esquema de apicultura, ha financiado programas de alimentación y talleres educativos en batik y cerámica y está trabajando con donantes más grandes para instalar perforadoras mecánicos en algunas áreas remotas del país donde no se puede acceder al nivel freático solo cavando. 

### La Asociación de Apoyo a Chagos del Reino Unido
Philippa Gregory es patrocinadora de la Asociación de Apoyo a Chagos del Reino Unido, que apoya al pueblo chagosiano en sus disputas legales con el gobierno británico. El gobierno británico reubicó a la gente de Chagos cuando fue expulsada del archipiélago en el océano Índico en los años 60 y 70 para dar paso a una importante base aérea de los Estados Unidos. Gregory habla a menudo sobre la situación de los chagosianos y presiona al gobierno para que tome medidas.[cita requerida]

### Novelas
Trilogía Wideacre
1. Wideacre (1987)
2. The Favored Child (1989)
3. Meridon (1990)

Serie Tradescant
1. Placeres terrenales (Earthly Joys) (1998)
2. Virgin Earth (1999)

Novelas Plantagenet y Tudor (The Plantagenet and Tudor novels)
Anteriormente separadas en las series Corte Tudor (Tudor Court) y Guerra de primos (Cousins' War), en agosto de 2016 Gregory lista estas novelas en una sola serie, Novelas Plantagenet y Tudor (The Plantagenet and Tudor novels).
1. La otra Bolena (The Other Boleyn Girl) (2001)
2. The Queen's Fool (2003)
3. The Virgin's Lover (2004)
4. La princesa fiel, o La princesa constante (The Constant Princess) (2005)
5. La trampa dorada (The Boleyn Inheritance) (2006)
6. The Other Queen  (2008)
7. La reina blanca (The White Queen) (2009)
8. La reina roja (The Red Queen) (2010)
9. The Lady of the Rivers (2011)
10. The Kingmaker's Daughter (2012)
11. The White Princess (2013)
12. The King's Curse (2014)
13. The Taming of the Queen (2015)
14. Three Sisters, Three Queens (2016)
15. The Last Tudor (2017)[20]

Gregory sugirió un orden de lectura para la serie, basado en el orden cronológico de los personajes y eventos históricos.
1. The Lady of the Rivers (Jacquetta de Luxemburgo)
2. La reina blanca (The White Queen) (Isabel Woodville)
3. La reina roja (The Red Queen) (Margarita Beaufort)
4. The Kingmaker's Daughter (Isabel y Anne Neville)
5. The White Princess (Isabel de York)
6. La princesa fiel, o La princesa constante (The Constant Princess) (Catalina de Aragón)
7. The King's Curse (Margarita Pole)
8. Three Sisters, Three Queens (Margarita Tudor, presentando a María Tudor y Catalina de Aragón)
9. La otra Bolena (The Other Boleyn Girl) (María y Ana Bolena)
10. La trampa dorada (The Boleyn Inheritance) (Jane Rochford, Ana de Cléveris y Catalina Howard)
11. The Taming of the Queen (Catalina Parr)
12. The Queen's Fool (La historia de una joven judía al servicio de la corte de Eduardo VI, María I e Isabel I)
13. The Virgin's Lover (Isabel I, Robert Dudley y Amy Robsart)
14. The Last Tudor (Juana, Catalina y María Grey)
15. The Other Queen (María I de Escocia, George Talbot, VI conde de Shrewsbury y Bess de Hardwick)

Serie Orden de la Oscuridad
1. El Inquisidor (Changeling) (2012)
2. La cruzada (Stormbringers) (2013)
3. Oro de tontos (Fools' Gold) (2014)
4. Dark Tracks (2018)

Serie Fairmile
1. Tidelands (2019)
2. Dark Tides (2020)

Independientes
- Mrs. Hartley and the Growth Centre, o Alice Hartley's Happiness (1992)
- The Wise Woman (1992)
- Fallen Skies (1994)
- A Respectable Trade (1995)
- Perfectly Correct (1996)
- The Little House (1998)
- Zelda's Cut (2001)

### Cuentos
Colecciones:
- Bread and Chocolate (2000)

### Libros infantiles
Serie Princess Florizella (libros ilustrados):
1. Princess Florizella (1988)
2. Florizella and the Wolves (1991)
3. Florizella and the Giant (1992)

Independientes:
- Diggory and the Boa Conductor (1996), libro ilustrado
- The Little Pet Dragon (1997), libro ilustrado
- A Pirate Story (1999), libro ilustrado

### No ficción
- The Women of the Cousins' War: The Duchess, the Queen and the King's Mother (2011), con David Baldwin y Michael Jones, historia

## Adaptaciones
- A Respectable Trade (1998), miniserie dirigida por Suri Krishnamma, basada en la novela A Respectable Trade
- The Other Boleyn Girl (2003), telefilme dirigido por Philippa Lowthorpe, basado en la novela La otra Bolena
- The Other Boleyn Girl (2008), película dirigida por Justin Chadwick, basada en la novela La otra Bolena
- The Little House (2010), miniserie dirigida por Jamie Payne, basada en la novela The Little House
- The White Queen (2013), miniserie dirigida por Colin Teague, James Kent y Jamie Payne, basada en las novelas La reina blanca, La reina roja y The Kingmaker's Daughter
- The White Princess (2017), miniserie dirigida por Jamie Payne y Alex Kalymnios, basada en la novela The White Princess
- The Spanish Princess (2019-2020), serie dirigida por Birgitte Stærmose, Daina Reid, Lisa Clarke, Stephen Woolfenden, Chanya Button y Rebecca Gatward, basada en las novelas La princesa fiel y The King's Curse